# Laucherthal
Laucherthal is een plaats in de Duitse gemeente Sigmaringendorf, deelstaat Baden-Württemberg, en telt 643 inwoners.